# Tangata murihiku
Tangata murihiku là một loài nhện trong họ Orsolobidae.
Loài này thuộc chi Tangata. Tangata murihiku được Raymond Robert Forster & Norman I. Platnick miêu tả năm 1985.